# Псилластеариновая кислота
 Псилластеариновая кислота  (Тритриаконтановая кислота) CH3(CH2)31COOH — одноосновная предельная карбоновая кислота.

## Нахождение в природе
Псилластеариновая кислота выделяется из сахарно-тростникового воска (Saccharum officinarum L.).

## Использование
Псилластеариновая кислота используется в фармакологической промышленности, соединения тритриаконтановой кислоты входят в состав формовочных смесей.